# Чопедере
Чопедере (азерб. Çöpədərə) — село в одноимённом административно-территориальном округе Зангеланского района Азербайджана. Село расположено на берегу реки Собучай.

## История
По данным «Свода статистических данных о населении Закавказского края, извлеченных из посемейных списков 1886 года», в селе Чападара (Чабандара) Ордаклинского сельского округа Зангезурского уезда Елизаветпольской губернии было 44 дыма и проживало 219 курдов шиитского вероисповедания. Всё население являлось владельческими крестьянами.
В ходе Первой карабахской войны, в 1993 году село было занято армянскими вооружёнными силами, и до октября 2020 года находилось под контролем непризнанной НКР. 22 октября 2020 года, в ходе Второй карабахской войны, президент Азербайджана объявил об освобождении села Чопедере вооружёнными силами Азербайджана.